# Lutz Mack
Lutz Mack (* 29. Oktober 1952 in Delitzsch) ist ein ehemaliger deutscher Geräteturner. Sein Heimatverein war der SC Chemie Halle.
Er errang mit der Mannschaft der Deutschen Demokratischen Republik (DDR) bei den Olympischen Sommerspielen 1976 in Montreal eine Bronzemedaille und vier Jahre später bei den Olympischen Sommerspielen 1980 in Moskau eine Silbermedaille im Mannschaftsmehrkampf. Seine beste Einzelplatzierung bei Olympischen Spielen war der elfte Rang im Einzelmehrkampf in Montreal.
Auch bei den Weltmeisterschaften 1974 in Warna und 1978 in Straßburg wurde er mit der DDR-Mannschaft Dritter im Mehrkampf. Seine größten Einzelerfolge errang er 1979, als er bei den Europameisterschaften zwei Bronzemedaillen im Ringeturnen und im Bodenturnen gewann.
Bei DDR-Meisterschaften siegte er 1971, 1972, 1973, 1974 und 1976 im Pferdsprung, 1977, 1978 und 1979 an den Ringen sowie 1976 am Barren. Den Titel im Pferdsprung 1971 teilte er sich dabei mit dem punktgleichen Klaus Köste.
1980 wurde Lutz Mack mit dem Vaterländischen Verdienstorden in Bronze ausgezeichnet.